# United Capital Partners
Инвестицио́нная гру́ппа UCP (ранее — United Capital Partners) — независимая управляющая компания, специализирующаяся на инвестициях в публичные ценные бумаги и прямых инвестициях, работающая, в основном, на российском финансовом рынке.
В портфеле UCP инвестиции в промышленные предприятия, нефтегазовый комплекс, недвижимость, потребительские товары, негосударственные пенсионные фонды и интернет-технологии. По сведениям Forbes, на август 2013 года совокупные активы группы составляли 3,5 миллиарда долларов.

## История
Инвестиционная группа UCP была учреждена в конце 2006 года группой бывших сотрудников и акционеров одного из крупнейших российских инвестиционных банков «Объединённой финансовой группы» (англ. UFG — United Finacial Group) после поглощения ОФГ «Дойче Банком». Инициатором создания UCP выступил бывший президент ОФГ Илья Щербович, но пост президента он занял только в сентябре 2007 года, завершив интеграцию ОФГ в «Дойче Банк». Тогда же в его собственность перешёл контрольный пакет UCP.
Вслед за Щербовичем из «Дойче Банка» в UCP перешли около 20 человек, в числе которых управляющие директора департамента инвестиционно-банковских услуг Виктория Лазарева-Каннингэм и Михаил Трофимов.
По данным на 2016 год, президенту и управляющему партнёру Илье Щербовичу принадлежит 77,7 % инвестиционной группы UCP.

## Инвестиционная деятельность
Геологоразведывательные компании
В рамках трёх сделок, прошедших в августе 2007 года, а также феврале и мае 2010 года, UCP продала «Новатэку» 3 компании, обладающие лицензиями на геологическое изучение шести участков недр в Ямало-Ненецком автономном округе, смежных с разрабатываемыми газовой компанией месторождениями — «Ойлтехпродукт-инвест», «Петра Инвест-М» и «Тайликснефтегаз». В рамках первой сделки были проданы по 25 % каждой компании, а привлечённое финансирование позволило пролонгировать лицензии на разведку. Инвестиционное соглашение предполагало возможность дальнейшего выкупа, которой «Новатэк» воспользовался в 2010 году. Газовая компания заплатила 4,7 миллиарда рублей, включая рефинансирование задолженности в размере 277 миллионов. Сделка для UCP оказалась прибыльной.
Модный континент
В апреле 2007 года UCP приобрела у Владимира Груздева 10 % «Модного континента» (Fashion Continent), управляющей компании сетей магазинов InCity (одежда) и Deseo (нижнее бельё). В октябре того же года UCP воспользовалась опционом и нарастила долю до 26,25 %. В январе 2019 года инвестиционная группа полностью продала свой пакет акций (по данным Росстата, у UCP было 29,73 %) семье Владимира Груздева.
Сибур
Весной — летом 2008 года UCP структурировала сделку по выкупу у «Газпромбанка» контрольного пакета холдинга «Сибур» группой топ-менеджеров во главе с президентом компании Дмитрием Коновым. Менеджеры планировали приобрести 50 % и 1 одну акцию непрофильного для банка актива за 53,5 миллиарда рублей, профинансировав сделку займом на 25 миллиардов от самого «Газпромбанка» и средствами привлечённых UCP инвестиционных банков. Сделку расстроил экономический кризис 2008 года.
РТС
Инвестиция в фондовую биржу РТС стала первым успешно реализованным проектом UCP. В 2008 году UCP продала пакет акций биржи из оценки компании, превышающей 800 миллионов долларов. Ранее UCP в роли лидера консорциума инвесторов аккумулировала около 10 % акций РТС по средней оценке биржи, не превышающей 100 миллионов долларов.
Лебедянский
До лета 2008 года UCP была миноритарным акционером концерна «Лебедянский» с долей около 10 %. В процессе приобретения корпорацией PepsiCo направления производства соков «Лебедянского» (управляющего торговыми марками «Я» и «Фруктовый сад») производство детского питания и минеральной воды (торговые марки «ФрутоНяня Архивная копия от 3 августа 2017 на Wayback Machine», «Малышам» и «Липецкий бювет») было передано в отдельное юридическое лицо ОАО «Прогресс-Капитал». На продаже корпорации PepsiCo акций «Лебедянского» UCP заработала около 30 % годовых, продажа доли в ОАО «Прогресс-Капитал» бывшим собственникам «Лебедянского» принесла 20 % годовых прибыли.
Севералмаз
В 2008 году UCP вошла в капитал алмазодобывающего предприятия «Севералмаз», а в феврале 2011 года между UCP и другим акционером — группой компаний «Алроса» — начался конфликт из-за нарушения прав миноритарных акционеров. UCP в судебном порядке оспаривала решение внеочередного собрания акционеров о дополнительной эмиссии акций на 19 миллионов рублей, которая увеличила уставный капитал компании в 49 раз, а также сделку по продаже 90 % допэмиссии «Алросе» и совершённые при посредничестве «Алросы» сделки с заинтересованностью. К концу года конфликт был урегулирован: UCP отозвала иски, а «Алроса» приобрела её долю и консолидировала 100 % «Севералмаза».
Уралмаш НГО Холдинг
В июне 2010 года UCP приобрела у группы компаний «Интегра» 100 % производителя тяжёлых буровых установок «Уралмаш — буровое оборудование». Для «Интегры» актив был непрофильным и проблемным: выделенный из состава Объединённых машиностроительных заводов Кахи Бендукидзе и проданный «Интегре» в 2005 году, УРБО стал предметом судебного спора о правомерности использования бренда «Уралмаш» и уголовного дела о продаже активов «Уралмашзавода».
Спустя несколько месяцев после сделки UCP и «Уралмаш» учредили холдинг «Уралмаш Нефтегазовое оборудование» (Уралмаш НГО Холдинг), в который вошли УРБО и компании, обслуживающие буровые установки. Первоначально доля UCP составила 65,9 %, затем за счёт дополнительной эмиссии по закрытой подписке она была увеличена до 85 % в 2012 году.
Монокристалл
С 2008 года UCP вела с Владимиром Поляковым, владельцем ставропольского производителя синтетических сапфиров «Монокристалл», переговоры о приобретении миноритарной доли в компании. Поляков дал согласие только два года спустя, планируя привлечь UCP в качестве финансового советника перед размещением акций на бирже. UCP приобрела 5 % в 2010 году и увеличила долю в 2011 году. Однако размещение не состоялось из-за слабой рыночной конъюнктуры, и в 2012 году UCP продала свою долю Полякову.
Монарх
В январе 2011 года UCP приобрела 36 % головной структуры одного из крупнейших обувных ритейлеров Украины и России «Монарх», заплатив, по оценке рынка, от 15,8 до 19,8 миллиона долларов. Инвестиции были направлены на расширение сети, но основатель компании не смог выполнить намеченный бизнес-план; в итоге «Монарх» закрыл половину российских магазинов и потерял долю рынка. В интервью газете «Ведомости» в апреле 2014 года Илья Щербович назвал «Монарх» единственной неудачной инвестицией UCP в частном секторе.
Газпром нефтехим Салават
В 2009—2011 годах UCP приобрела 24,99 % акций нефтехимического и нефтеперерабатывающего предприятия «Газпром нефтехим Салават». В декабре доля фонда сократилась до 24,33 %, в марте 2011 года — до 18,48 %. По данным СМИ, в мае 2011 года UCP продала свой пакет акций.
Санкт-Петербургская биржа
В 2011—2013 годах UCP провела ряд сделок с акциями Санкт-Петербургской биржи: доля фонда колебалась в пределах 5-10 %. В ноябре 2017 года фонд продал оставшиеся 5,22 % акций биржи и вышел из числа акционеров биржи.
ВКонтакте
В апреле 2013 года консорциум инвесторов во главе с UCP приобрел 48 % акций «ВКонтакте» у компаний сооснователей соцсети Вячеслава Мирилашвили и Льва Левиева. Сумма покупки не разглашалась, однако источник российского Forbes впоследствии сообщал об оценке всей социальной сети в 1,75 миллиарда долларов, при которой пакет мог стоить 840 миллионов. Павел Дуров настаивал на неправомерности сделки и заявлял о правовом преследовании и давлении на ключевых сотрудников, однако воздержался от судебных претензий.
В августе 2013 года между UCP и Павлом Дуровым начался акционерный конфликт. UCP указывала на конфликт интересов создателя соцсети и разработку им собственного интернет-мессенджера Telegram (запущен в августе 2013 года) за счёт ресурсов «ВКонтакте» и предъявила претензии в иностранных судах, требуя передачи Telegram в собственность компании. В ответ Дуров подал иск на управляющего партнёра UCP Илью Щербовича, своего бывшего партнёра Илью Перекопского и Акселя Неффа, обвинив ответчиков в сговоре и попытке захватить компании Digital Fortress, Telegram и Pictograph. Впоследствии обе стороны отозвали свои иски. Кроме того, UCP обвиняла менеджмент «ВКонтакте» в выводе средств из компании через сделки с подрядчиками, заключенные по нерыночным ценам, и использование денежных средств компании на личные нужды.
Согласно российскому Forbes, в августе 2013 года Павел Дуров предложил UCP приобрести у него 4 % акций социальной сети, но после отказался от сделки из-за дополнительных условий. В декабре 2013 года Дуров продал свою долю Ивану Таврину и в апреле 2014 года уволился с поста генерального директора. Позднее Дуров заявил, что сделка UCP с бывшими акционерами курировалась президентом государственной «Роснефти» Игорем Сечиным. Расследование «Ведомостей» не нашло подтверждения заявленной связи.
В сентябре 2014 года UCP продала свою долю Mail.Ru Group за 1,47 миллиарда долларов при оценке всей соцсети «ВКонтакте» в 2,917 миллиарда долларов. В результате интернет-холдинг консолидировал 100 % компании, а UCP, по оценке РБК, заработала от 470 до 570 миллионов долларов за 17 месяцев.
Негосударственные пенсионные фонды
В сентябре 2013 года стало известно об участии UCP в переговорах о приобретении контроля в двух негосударственных пенсионных фондах — «Норильском никеле» (принадлежавшем одноимённой горно-металлургической компании) и «Стальфонде» (входившем в структуры «Северстали» Алексея Мордашова). Сменивший название на «Наследие» «Норильский никель» был приобретён в октябре 2013 года, а сделке с «Северсталью» воспрепятствовало неблагоприятное сочетание высокой цены и нового витка пенсионной реформы, увеличившего рискованность инвестиций в отрасль. После завершения сделки UCP заключила партнёрское соглашение с группой компаний «Алор» Анатолия Гавриленко и привлекла её в качестве управляющего НПФ.
Челябинский цинковый завод
В течение длительного времени до начала 2014 года UCP приобретала находящиеся в обращении акции Челябинского цинкового завода (ЧЦЗ) на Московской бирже и его депозитарные расписки на Лондонской бирже. На конец 2014 года UCP консолидировала 15,46 % акций ЧЦЗ. Впоследствии UCP нарастила свою долю до 26,95 % и собрала блокирующий пакет, главным образом за счёт приобретения крупного пакета акций у инвестиционной группы «Атон». По информации СМИ, в августе 2015 года UCP продала свой пакет, его рыночная стоимость акций на тот момент составляла 8,8 миллиарда рублей.
Стройгазконсалтинг
В апреле 2014 года «Газпромбанк» и UCP на паритетных началах стали владельцами группы компаний «Стройгазконсалтинг», столкнувшейся с экономическими трудностями после кризиса в отношениях с «Газпромом», своим основным заказчиком. Доли в компании были приобретены у основателей и миноритарных акционеров. После смены владельцев компании удалось возобновить старые проекты и получить новые, в том числе подряды на строительство газопроводов «Сила Сибири» и «Северный поток — 2». В августе 2018 года UCP полностью продала свой пакет акций.
Интернет-проекты
В рамках инициативы по инвестированию в растущие компании на ранней стадии UCP инвестировала в сервис решения бытовых задач Youdo.
Буровая компания «Евразия»
В ноябре 2015 года стало известно, что UCP владеет миноритарным пакетом в 1,825 % акций буровой компании «Евразия». После того как в сентябре сорвалась сделка по продаже 46,95 % «Евразии» нефтесервисной компании Schlumberger по цене 22 доллара за акцию, основные акционеры объявили о делистинге и обратном выкупе акций по 11,75 доллара. UCP сочла предложенную цену заниженной и в начале 2016 года вместе с группой других миноритарных акционеров решила требовать справедливой компенсации через Верховный суд Каймановых островов. По данным «Коммерсантъ», в сентябре 2017 года EDC заключила мировое соглашение с UCP и другими миноритариями, предложив им «значительную премию» к прежней цене оферты.
Интер РАО
В декабре 2015 года UCP приобрела 9,68 % акций энергетической компании «Интер РАО» у ПАО «Норильский никель». Сумма сделки составила 152,6 млн долларов. В марте 2016 года «Интер РАО» выкупила 1 % собственных акций. В октябре 2016 года UCP продала оставшиеся 8,7 % консорциуму финансовых инвесторов, выручив за свой пакет около 497 млн долларов.
Транснефть
В середине мая 2016 года стало известно, что UCP является крупным акционером «Транснефти». Журнал Forbes сообщал, что с 2011 года фонд скупал находящиеся в обращении привилегированные акции «Транснефти» и стал крупнейшим миноритарным акционером компании с долей 6,8 % от уставного капитала. По оценке издания, на май 2016 года стоимость подконтрольных UCP акций составила 1,3 миллиарда долларов. По информации «Транснефти», на начало 2016 года фондам UCP принадлежало 1,1 млн префов (15,5 % уставного капитала, или 71 % всех префов). UCP подтверждала лишь факт, что является «значительным» акционером компании. По данным РБК, в конце 2015 года «Транснефть» обратилась к UCP с предложением о выкупе пакета привилегированных акций, однако сделка не состоялась.
Информация о владении стала публичной в рамках иска в Арбитражный суд Москвы, который фонд подал к «Транснефти» в марте 2016 года, отстаивая права владельцев привилегированных акций. Предметом иска стало требование о доплате дивиденда на привилегированную акцию за 2013 год, который, по мнению UCP, в нарушение применимого законодательства оказался меньше, чем дивиденд на одну обыкновенную. Фонд также оспаривал в Арбитражном суде Москвы положения нового устава «Транснефти», принятого 30 июня 2016 года. В марте 2017 года Росимущество изменило устав «Транснефти», уровняв дивиденды на привилегированные и обыкновенные акции.
В интервью РБК Илья Щербович также отмечал занижение «Транснефтью» прибыли на головной компании, когда 90 % от всей прибыли остаётся на дочерних компаниях трубопроводной компании. Также через суд фонд запрашивал документы по операциям «Транснефти» с деривативами за 2014—2015 годы, приведшими к многомиллиардным убыткам, и требовал раскрыть информацию о финансовых активах компании.
В конце марта 2017 года 1,1 млн (71 %) привилегированных акций «Транснефти» были проданы за 169,7 млрд рублей (около 3 млрд долларов). В результате сделки ЗАО «Газпромбанк-Управление активами», доверительный управляющий средствами «Транснефти» и «Газпромбанка», получило 53,57 % префов монополии, НПФ «Газфонд пенсионные накопления» — 14,85 %, около 2 % — РКИФ и РФПИ. Таким образом, «Транснефть» стала косвенно контролировать треть своих привилегированных акций.
Nayara Energy
В октябре 2016 года консорциум инвесторов, в который вошли международный трейдер сырьевыми товарами Trafigura, UCP и Essar Group, подписали договор купли-продажи о приобретении 49 % акций компании Essar Oil Limited, владеющей вторым по величине в Индии частным нефтеперерабатывающим заводом, нефтехранилищем и портом недалеко от города Вадинар, а также сетью из более 2,7 тысяч АЗС в Индии. 100 % Essar Oil оценили в $12,9 млрд (с учётом долга в $4,7 млрд). Эффективные доли UCP и Trafigura в EOL равны 24 % каждая. Сделка была закрыта в августе 2017 году. В апреле 2018 года компания после ребрендинга получила имя Nayara Energy. Розничная сеть АЗС сохранила прежнее название Essar и к октябрю 2018 года выросла до 4,7 тысяч точек.
IRC Limited
В декабре 2021 года UCP приобрёл за 2,24 млн долларов 1,2 % железнорудной компании IRC Limited, ранее принадлежавшие Petropavlovsk PLC.

## Исследования
В ноябре 2018 года UCP и Московская школа управления «Сколково» выпустили исследование «Индекс стоимости бизнеса», охватившее 30 крупнейших экономик мира, которые производят 82 % мирового ВВП. В основу «индекса стоимости бизнеса» были положены 19 влияющих на оценку бизнеса показателей в пяти категориях: макроэкономика, безопасность инвестиций, процентные ставки, доступность капитала и налоговая политика. Россия оказалась на 27-м месте с индексом 29,26 (чем ближе значение индекса к 100 — тем ближе показатели страны к лучшим практикам), отстав от развитых рынков и остальных стран БРИКС.